# 안드리 스타드니크
안드리 볼로디미로비치 스타드니크(우크라이나어: Андрі́й Володи́мирович Ста́днік, 1982년 4월 15일~)는 우크라이나의 레슬링 선수, 지도자이다. 2008년 하계 올림픽에서 남자 자유형 라이트급 은메달을 획득했으며 세계 레슬링 선수권 대회에서 동메달 1개를 획득했다.

## 개인사
아내인 마리야는 아제르바이잔 레슬링 국가대표 선수이며 여동생인 야나는 영국 국가대표 레슬링 선수로 활동했다.